# Champion Spark Plug
Champion è un marchio statunitense produttore di candele per motori a combustione interna. Originariamente la Champion era un'azienda compresa nella Fortune 500; nel 1961 occupava la posizione 386, rimanendovi dal 1958 al 1989.

## Storia

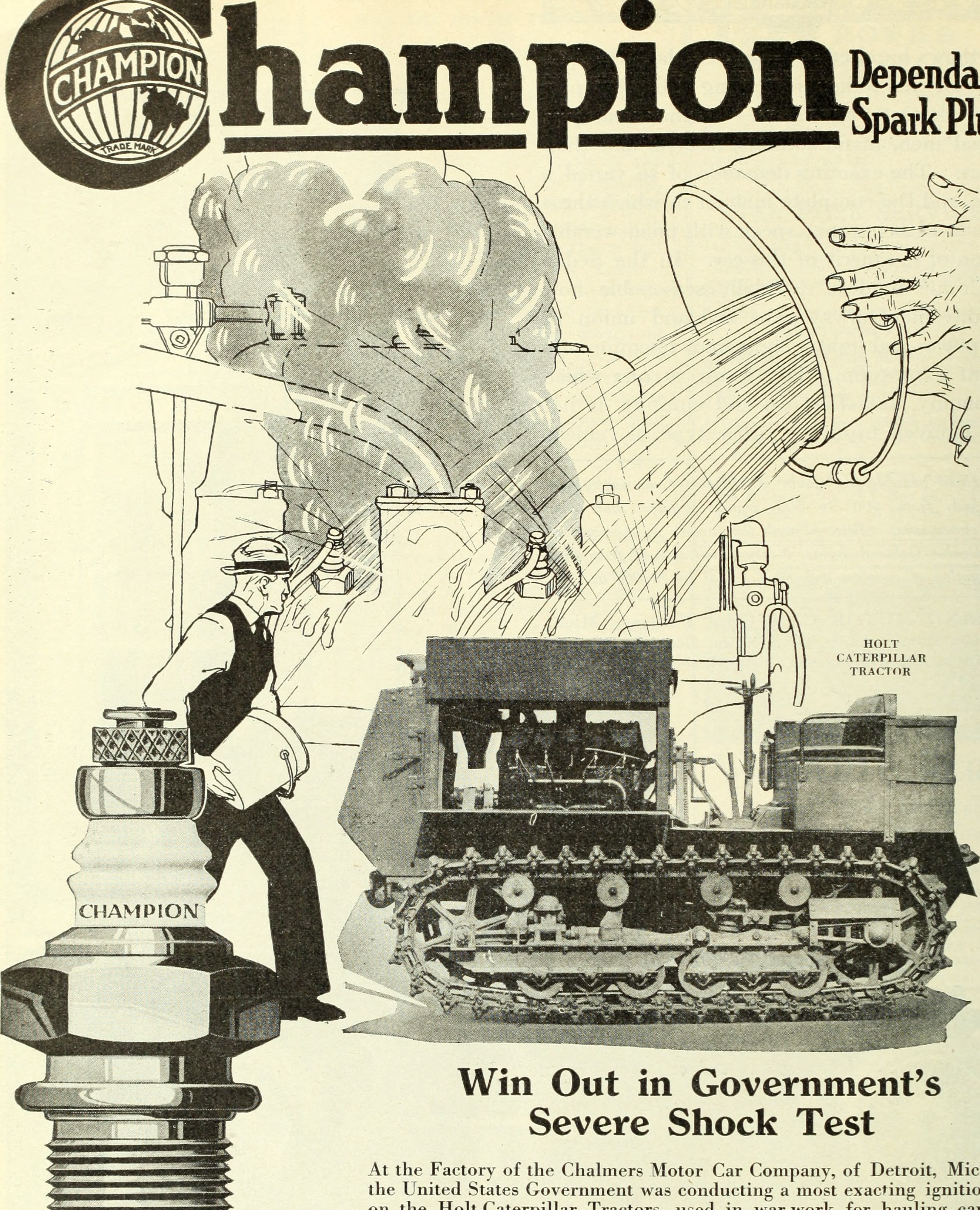
Champion in un manifesto del 1919

Fondata da Albert Champion nel 1908 a Boston e poi trasferita a Toledo, nell'Ohio nel 1910 per essere vicina alla Willys-Overland Auto Company, inizialmente importava parti di biciclette dalla Francia.
Nel 1989, la Champion fu acquistata dalla Cooper Industries. Successivamente divenne un marchio interamente posseduto dalla Federal-Mogul Corporation. I suoi prodotti principali sono una linea di candele per una vasta gamma di autoveicoli, camion, mezzi pesanti, veicoli da competizione e mezzi marini. La Champion produce anche cavi delle candele, le spazzole del tergicristallo, le batterie e i filtri dell'olio.
Champion è anche uno sponsor di lunga data di vari eventi, auto e serie di corse tra cui due serie gestite da International Motor Sports Association (IMSA).

## Galleria d'immagini

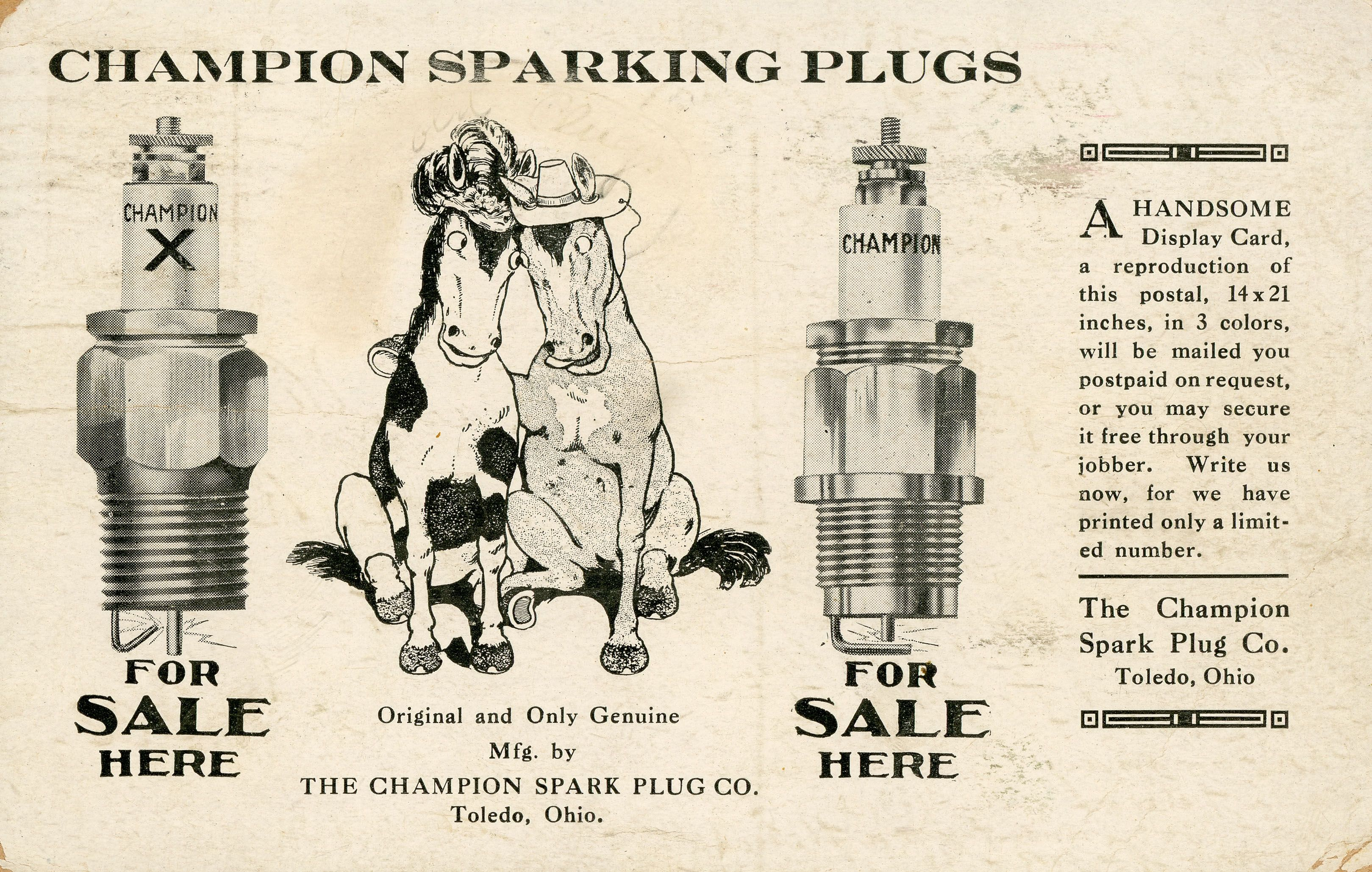
Champion Spark Plug pubblicità del 1914
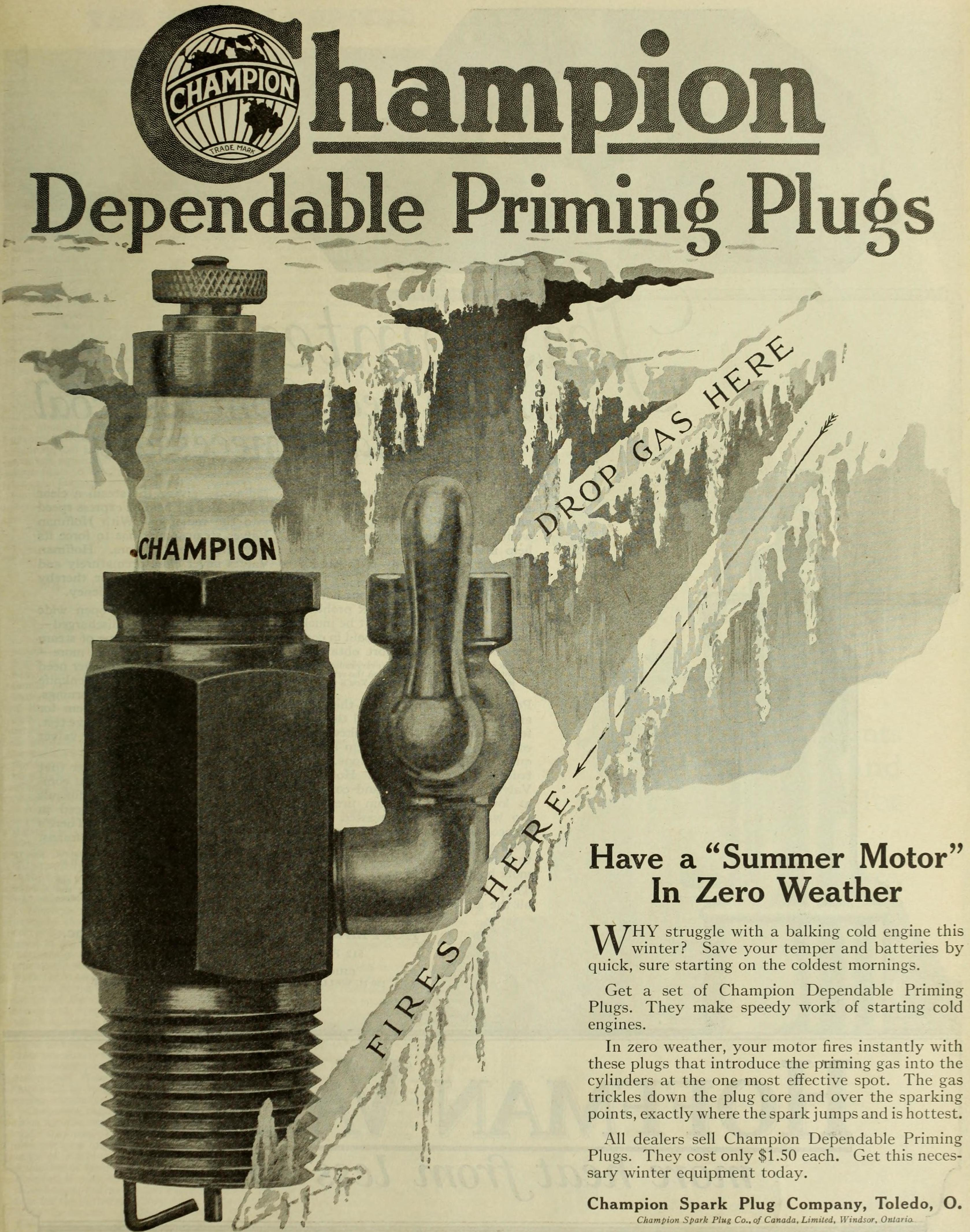
Champion spark plug in una pubblicità del The Saturday Evening Post del 1920
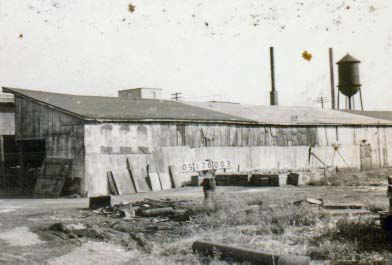
Fabbrica Champion Spark Plug al 900 Upton Avenue nel 1937
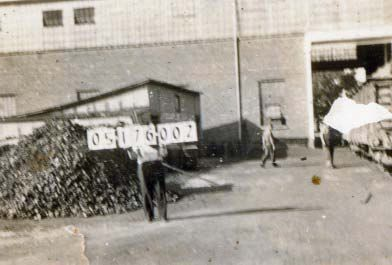
Fabbrica Champion Spark Plug al 900 Upton Avenue nel 1937
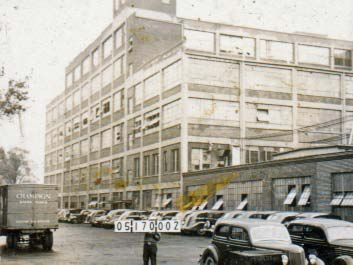
Fabbrica Champion Spark Plug al 900 Upton Avenue nel 1937
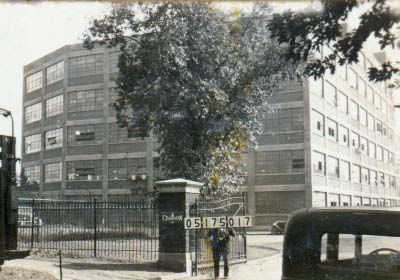
Fabbrica Champion Spark Plug al 900 Upton Avenue nel 1937